# فيلا سان ميشيل
 فيلا سان ميشيل، (بالإنجليزية: Villa San Michele)‏، تم بناء  فيلا سان ميشيل، في مطلع القرن التاسع عشر، على جزيرة كابري بإيطاليا، من قبل الطبيب السويدي والمؤلف أكسل مونتي.

## معرض صور

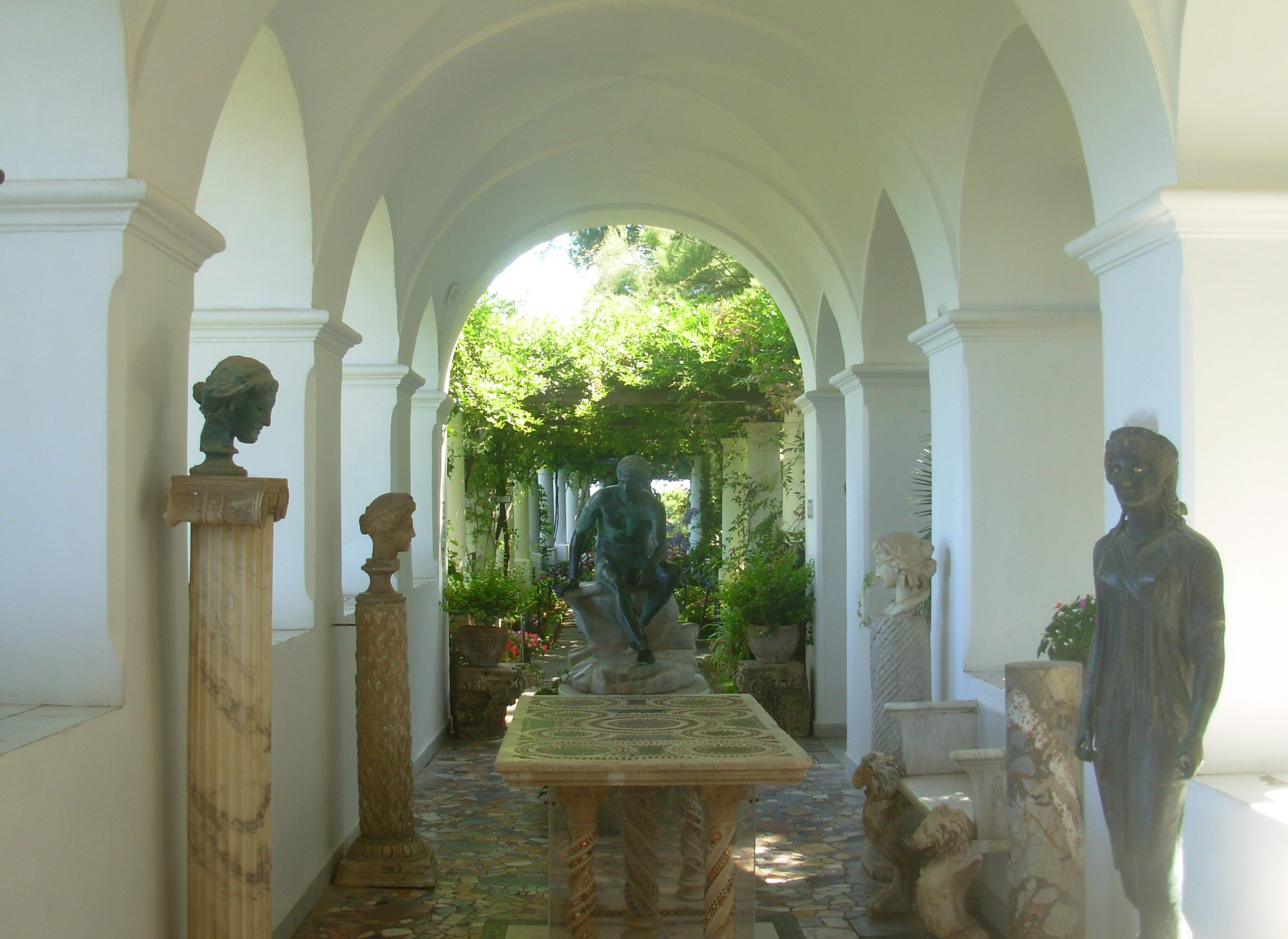
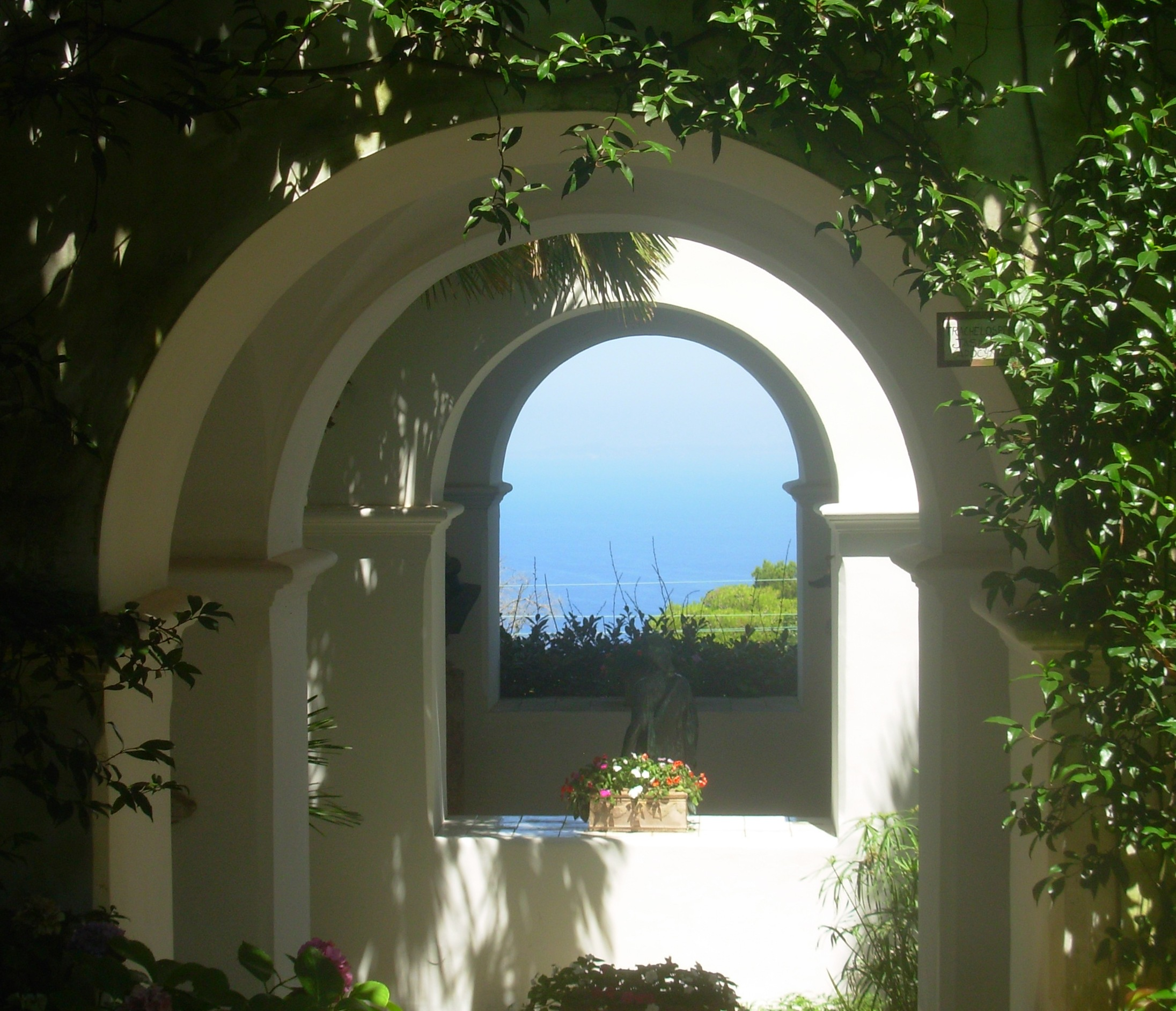
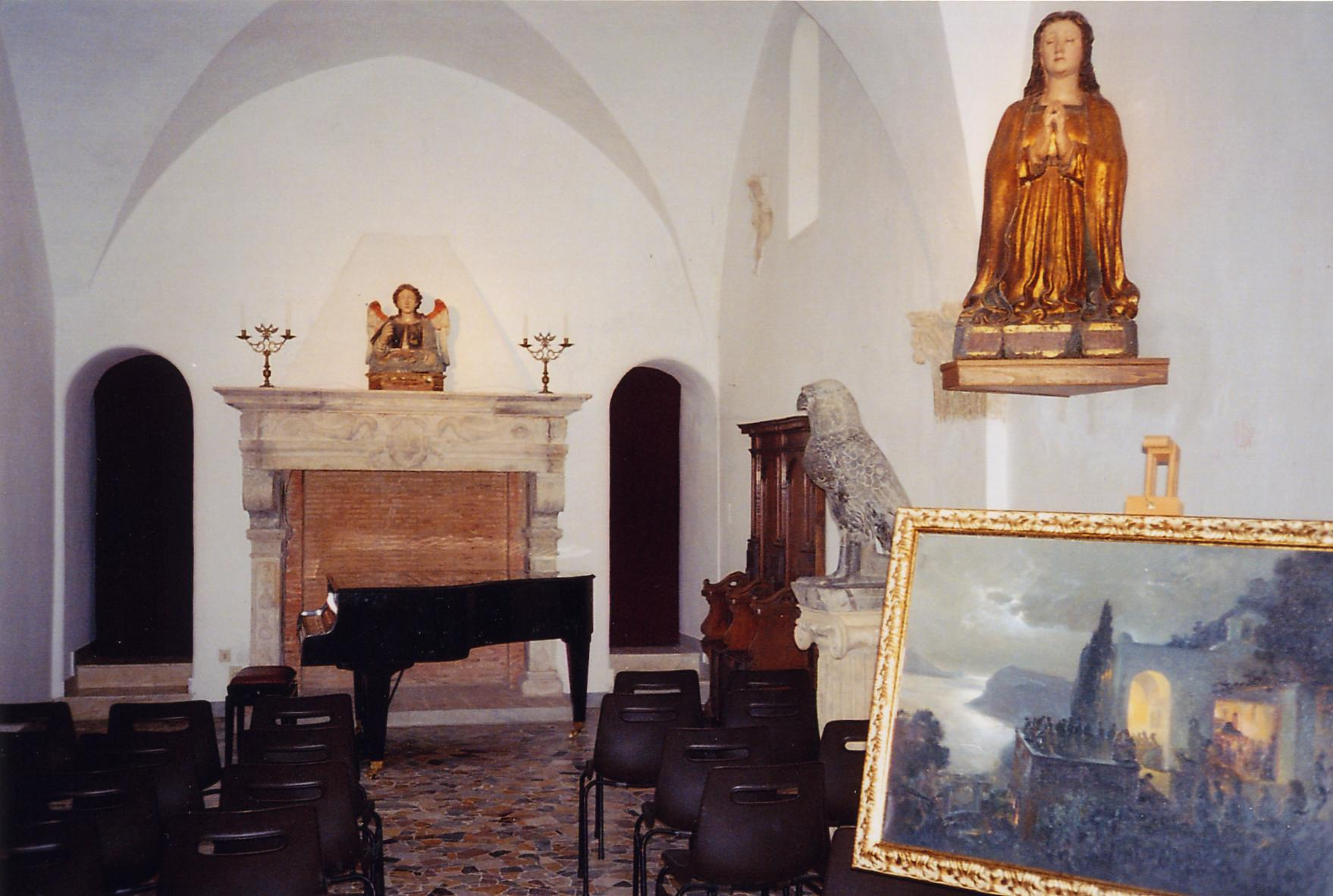
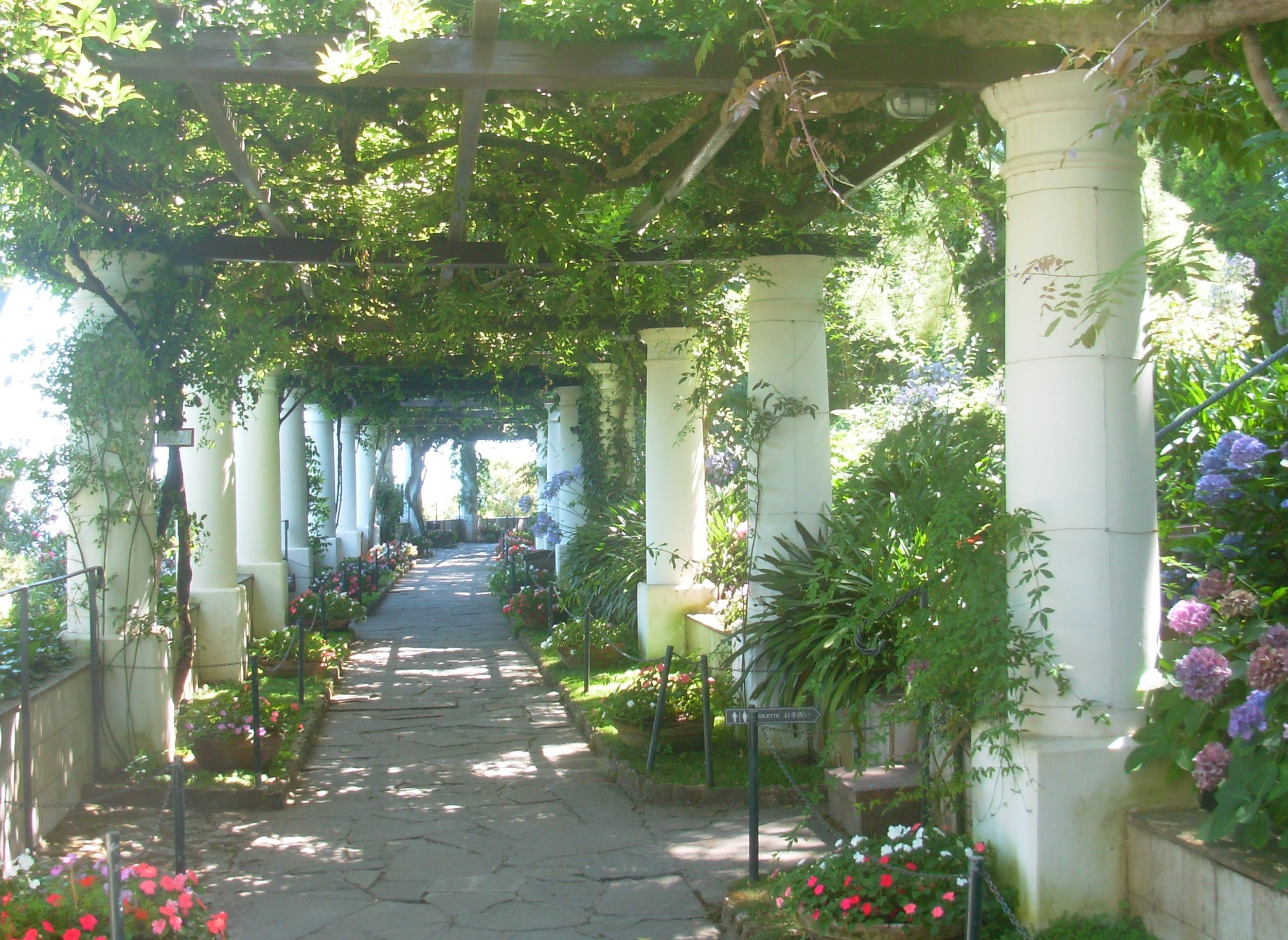
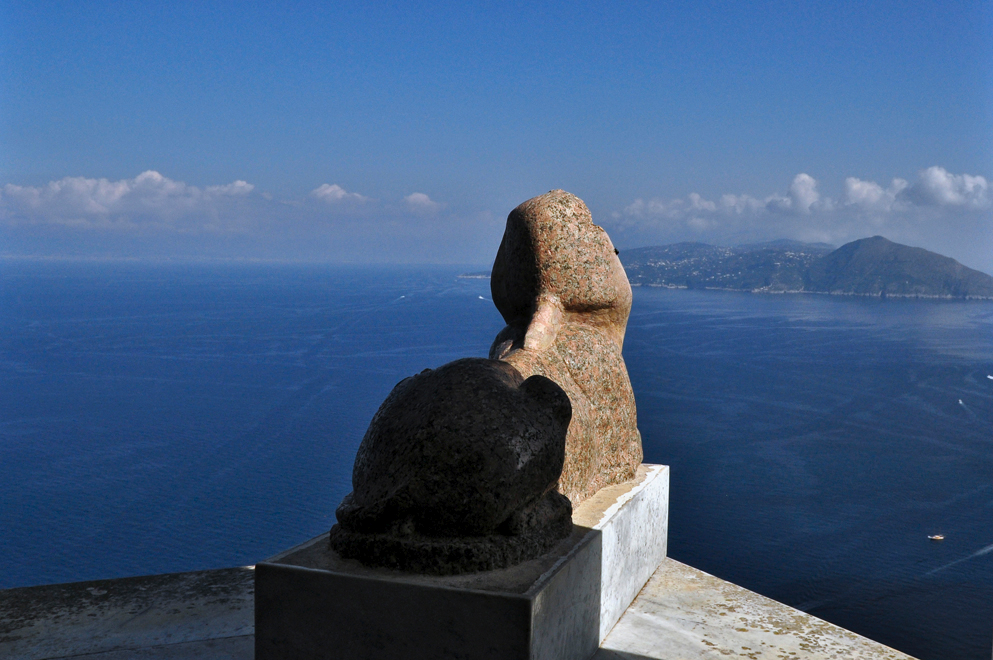